# Just a friend (Sandy Coast)
Just a friend is een single van Sandy Coast. Het is de tweede single afkomstig van hun album Sandy Coast. Sandy Coast zat toen in een periode (1971-1973) waarin ze hits aan elkaar regen. Muziekproducenten waren Fred Haayen en Jaap Eggermont, ook actief met Golden Earring.
Een promotiefilmpje werd opgenomen tussen de hoogbouw in de toen nog nieuwe Amsterdamse wijk Bijlmermeer, waarschijnlijk voor het programma Pop van Jan de With van 8 september 1971.

## Hitnotering

### Nederlandse Top 40
Alarmschijf
| Positie: | 21 | 11 | 11 | 16 | 25 | 40 | uit |

### NederlandseDaverende 30
| Positie: | 23 | 12 | 9 | 14 | 16 | uit |

### BelgischeBRT Top 30
| Positie: | 20 | 16 | 15 | 17 | uit |

### VlaamseUltratop 30
| Positie: | 28 | 19 | 19 | 22 | uit |

### NPO Radio 2 Top 2000
| Nummer met noteringen in de NPO Radio 2 Top 2000 | '00  | '01  |
| ------------------------------------------------ | ---- | ---- |
| Just a friend                                    | 1941 | 1864 |

1. ↑  Een vetgedrukt getal geeft de hoogste notering aan.
2. ↑  2000 was het eerste jaar met een notering voor dit nummer.
3. ↑  Deze tabel is bijgewerkt tot en met de laatste editie (2024).